# Râul Viilor, Someșul Mare
Râul Viilor este un curs de apă, afluent al râului Someșul Mare. 